# Mammillaria grahamii
Espèce
Statut de conservation UICN

 LC  : Préoccupation mineure
Statut CITES
Mammillaria grahamii est un cactus à fleurs roses qui se rencontre dans le sud des États-Unis (Californie, Arizona, Nouveau-Mexique et Texas) et au Mexique (Chihuahua, Sinaloa et Sonora).

## Description morphologique

### Appareil végétatif
Mammillaria grahamii présente généralement une ou plusieurs tiges sphériques ou cylindriques de 7 à 20 cm voire davantage de long (15 cm en moyenne) et de 3,8 à 7,5 cm de large, garnies de nombreuses épines en forme de crochet. Ces épines ont une longueur de 6 à 13 mm et sont disposées en paquets : les 3 ou 4 épines centrales, d'environ 1,3 cm de long, de couleur rougeâtre à brun-violacé et généralement en forme de crochet, sont entourées de 18 à 35 épines plus courtes, droites, de couleur gris clair ou beige rosé.

### Appareil reproducteur
Les fleurs sont de couleur rose ou rose violacé. Elles ont un diamètre de 1,8 à 3 cm et de nombreux tépales longs de 1,2 à 1,5 cm. Le fruit est long, lisse, rouge à maturité; il mesure de 1,3 à 2,5 cm de long. La floraison a lieu d'avril à mai en milieu naturel.

## Répartition et habitat
Ce cactus se trouve du sud-est de la Californie et à l'ouest du Texas, aux États-Unis, jusqu'au nord du Mexique.
Il préfère les sols secs et bien drainés, dans les déserts ou les plaines arides. On le trouve généralement entre 300 et 900 m d'altitude, souvent en association avec la communauté végétale "Larrea tridentata".

## Systématique
L'espèce a été décrite par le médecin et botaniste d'origine allemande George Engelmann en 1856 dans "Proceedings of the American Academy of Arts and Sciences".
Cette espèce a été appelée par certains auteurs Mammillaria microcarpa (Engelmann) ou Mammillaria milleri ((Britton & Rose) Bödecker) ou encore Mammillaria oliviae (Orcutt). Elle a aussi reçu les appellations Cactus grahamii (Engelm.) Kuntze 1891 et Coryphantha grahamii (Engelm.) Rydb. 1917. En 1991, Roy Mottram a proposé de considérer ce cactus comme une sous-espèce, Mammillaria microcarpa ssp. grahamii, mais cette proposition est très généralement reconnue comme non valide.
Elle présente deux variétés:
- Mammillaria grahamii var. grahamii (Engelm.)
- Mammillaria grahamii var. oliviae (Orcutt) Benson L.

Ces deux variétés bénéficient de mesure de protection dans l'État de l'Arizona.

## Statut et préservation
Mammillaria grahamii est protégé par le CITES en annexe II depuis 1975 et par l'Union européenne en annexe B depuis 1997.